# 乙酸铋
乙酸铋，俗名“醋酸铋”，化学式为Bi(CH3COO)3。

## 制备
乙酸铋可由氧化铋、冰乙酸和乙酸酐在氮气中回流反应制得。

## 物理性质
乙酸铋微溶于乙酸，加热后可溶。也不溶于乙醇和2-乙氧基乙醇。

## 化学性质
乙酸铋受热分解，在250℃先分解为乙酸氧铋，继而在283℃分解为碳酸氧铋，最后在330℃分解为氧化铋。
乙酸铋遇水水解，产生乙酸氧铋。借此可以实现溶液中Pb2+和Bi3+的分离。
Bi(CH3COO)3 + H2O → BiOCH3COO + 2 CH3COOH
它可以溶于盐酸或硝酸：
Bi(CH3COO)3 + 3 HCl → BiCl3 + 3 CH3COOH
Bi(CH3COO)3 + 3 HNO3 → Bi(NO3)3 + 3 CH3COOH

## 用途
乙酸铋可以用作催化剂，来进行乙交酯的开环聚合，并且其催化活性略高于辛酸亚锡。它也可以作为引发剂来使L-丙交酯在氯苯中聚合。
乙酸铋可以将胺乙酰基化：
R(R')NH + Bi(CH3COO)3 → R(R')NCOCH3 + CH3COOH + BiOCH3COO

## 储存
乙酸铋在空气中会和水蒸气反应而水解，产生碱式乙酸铋，因此应该密封、干燥保存。

## 扩展阅读
- RW Trainor, GB Deacon, WR Jackson, N Giunta. The Use of Bismuth(III) Acetate in 'Wet' and 'Dry' Prevost Reactions[J]. Australian Journal of Chemistry. 1992, 45(8): 1265-1280. doi:10.1071/CH9921265